# EZAir
EZAir  — дрібна регіональна авіакомпанія Нідерландських Антильських островів. Базується на острові Бонайре, офіси з продажу квитків розташовані Бонайре і Кюрасао. Перший рейс здійснений у травні 2008 року, за деякими даними, в березні 2009 року компанія ліквідована і злилася з іншого антильською авіакомпанією Kinikini Air Express .

## Перевезення
EZAir виконує п'ять щоденних рейсів між Бонайре і Кюрасао, а також, при необхідності, чартерні рейси на сусідній острів Аруба. Політ між Бонайре і Кюрасао триває від 20 до 23 хвилин.
Регулярні перевезення:
- Кралендейк, Бонайре (Flamingo International Airport) (хаб)
- Віллемстад, Кюрасао (Nato International Airport)

Чартерні перевезення:
- Ораньєстад, Аруба (Міжнародний аеропорт імені королеви Беатрікс)

## Флот
Флот EZAir складається з таких літаків:
- 2 Britten-Norman BN-2A Islander, їх бортові номери — PJ-AIW і PJ-EZR [2].

## Зовнішні посилання
- Bonaire International Airport [Архівовано 14 квітня 2014 у Wayback Machine.]
- Flights to Bonaire and Curacao — рекламний ролик EZAir
- Літак EZAir [Архівовано 5 березня 2016 у Wayback Machine.]